# Kallokkajärvi (Karesuando socken, Lappland)
Kallokkajärvi är en sjö i Kiruna kommun i Lappland och ingår i Torneälvens huvudavrinningsområde. Sjön har en area på 0,148 kvadratkilometer och ligger 474,1 meter över havet.

## Delavrinningsområde
Kallokkajärvi ingår i det delavrinningsområde (758263-175715) som SMHI kallar för Mynnar i Idijoki. Medelhöjden är 457 meter över havet och ytan är 36,27 kvadratkilometer. Det finns inga avrinningsområden uppströms utan avrinningsområdet är högsta punkten. Kallokkajoki som avvattnar avrinningsområdet har biflödesordning 4, vilket innebär att vattnet flödar genom totalt 4 vattendrag innan det når havet efter 460 kilometer. Avrinningsområdet består mestadels av skog (72 procent) och sankmarker (23 procent). Avrinningsområdet har 0,82 kvadratkilometer vattenytor vilket ger det en sjöprocent på 2,3 procent.